# Шуйская гармонь
Шу́йская гармо́нь (Шуйская гармо́нная фа́брика) — предприятие по производству музыкальных инструментов (гармоней, баянов и аккордеонов) в городе Шуе Ивановской области. В настоящее время выпускает также детскую мебель.
Я поеду в город Шую

И куплю гармонь большую,

Как приеду на село

Заиграю весело.— (частушка)

## История

### Во времена СССР
Предприятие основано в СССР в 1935 году на основе частных гармонных мастерских, объединённых в артели. В первый год работы было выпущено 417 гармоней. В 1960-е годы на шуйской гармонной фабрике были разработаны и запущены в производство новые модели ручных гармоник. Фабрика принимала участие на международных выставках и ярмарках в Австрии, Венгрии, Сирии, Турции, Швейцарии, Югославии, Японии. Гармони экспортировались в Грецию, Монголию, Сирию, Югославию и другие страны.

### Современная история
В 1990-е годы спрос на музыкальные инструменты резко упал, и предприятию, как и многим другим, пришлось искать выход в сложной экономической ситуации. Для этого было налажено дополнительное производство детской мебели для дошкольных учреждений. Часть производственной площади фабрики также занята под пошив постельного белья.
В 2003 году производство гармоней составляло менее 50 % от всего объёма производимых на предприятии товаров.
В 2006 году «Шуйская гармонь» производила 150 гармоней в месяц, для сравнения: в годы СССР фабрика выпускала до 4 500 гармоней в месяц. В изготовлении музыкальных инструментов занято около 40 человек. Налажены постоянные связи с заказчиками из Германии.
В 2010—2011 году фабрика выпускала 80—100 гармоней в месяц.

## Гармонные мастера фабрики
- Медведев Николай Александрович

## Производимая продукция
Гармони хромки
«Чайка», «Шуйская», «Барыня», «Заказная».
Детские гармони
«Ромашка», «Сувенир».
Баяны
«Озорник», «Палех», «Романс», «Шуя».

## Публикации
- Елена Бочкарёва. А поеду-ка я в Шую и куплю гармонь большую… газета «Шуйские известия» (24 апреля 2010). Дата обращения: 3 мая 2012. Архивировано 26 мая 2012 года.
- Елена Невская, Элина Труханова. Спасти гармонь. «Российская газета» — Экономика Центрального округа № 5034 (10 ноября 2009). Дата обращения: 3 мая 2012.
- Рита Лебедева. Кто съел смычок у дядюшки груши? «Российская газета» (1999-2003). Дата обращения: 3 мая 2012.
- ОАО «Шуйская гармонь» может получить господдержку как предприятие народных промыслов. издательский дом «Частник» (20 октября 2009). Дата обращения: 4 мая 2012. Архивировано 26 мая 2012 года.
- …И куплю гармонь большую. издательский дом «Частник» (10 октября 2006). Дата обращения: 4 мая 2012. Архивировано 26 мая 2012 года.

## Видеорепортажи
- Марина Четверткова, Алексей Серый. Если б гармошка умела… (недоступная ссылка — история). ГТРК «Ивтелерадио», «Вести-Иваново» (телеканал Россия-1) (16 декабря 2011). Дата обращения: 3 мая 2012.
- Шуйская гармонь в телепередаче. «Хочу знать» (Первый канал) (21 ноября 2011). Дата обращения: 3 мая 2012. Архивировано из оригинала 23 января 2012 года.